# Long Duc
Long Duc was een Keizer van Vietnam van 1729 tot 1735. Zijn regeernaam (Nien Hieu) gold van september 1732 tot 7 mei 1735. Zijn naam na overlijden was Gian Hoang De.